# Trutnov
Trutnov (Duits: Trautenau) is een stad in Tsjechië, gelegen in de regio (kraj) Hradec Králové. Trutnov ligt op een hoogte van 427 meter aan de rivier de Úpa in het Reuzengebergte.

## Geschiedenis
Trutnov is gebouwd op de plaats van een 12e-eeuwse Slavische nederzetting, die genoemd was naar de rivier de  Úpa. De eerste beschrijving van Trutnov stamt uit 1260. Om het platteland te laten ontwikkelen gaf koning Wenceslaus I het recht aan Duitse migranten om een stad te stichten op de plaats van de nederzetting.
Eeuwenlang was de landbouw de belangrijkste factor van de economie van Trutnov, maar in de 19e eeuw begon de ontwikkeling van de industrie. In 1823 begon Johannes Faltis een textielfabriek. Tegenwoordig is textiel nog steeds een belangrijk deel van de stadseconomie.
Voor de uitzetting in 1945 waren Duitsers in de meerderheid in deze stad. Tijdens de Tweede Wereldoorlog was hier een Arbeitserziehungslager.

## Partnersteden
- Kamienna Góra, Polen
- Kępno, Polen
- Lohfelden, Duitsland
- Senica, Slowakije
- Strzelin, Polen
- Świdnica, Polen

## Geboren
- Rudolf Skácel (1979), voetballer

Batňovice ·
Bernartice ·
Bílá Třemešná ·
Bílé Poličany ·
Borovnice ·
Borovnička ·
Čermná ·
Černý Důl ·
Dolní Branná ·
Dolní Brusnice ·
Dolní Dvůr ·
Dolní Kalná ·
Dolní Lánov ·
Dolní Olešnice ·
Doubravice ·
Dubenec ·
Dvůr Králové nad Labem ·
Hajnice ·
Havlovice ·
Horní Brusnice ·
Horní Kalná ·
Horní Maršov ·
Horní Olešnice ·
Hostinné ·
Hřibojedy ·
Chotěvice ·
Choustníkovo Hradiště ·
Chvaleč ·
Janské Lázně ·
Jívka ·
Klášterská Lhota ·
Kocbeře ·
Kohoutov ·
Královec ·
Kuks ·
Kunčice nad Labem ·
Lampertice ·
Lánov ·
Lanžov ·
Libňatov ·
Libotov ·
Litíč ·
Malá Úpa ·
Malé Svatoňovice ·
Maršov u Úpice ·
Mladé Buky ·
Mostek ·
Nemojov ·
Pec pod Sněžkou ·
Pilníkov ·
Prosečné ·
Radvanice ·
Rtyně v Podkrkonoší ·
Rudník ·
Stanovice ·
Staré Buky ·
Strážné ·
Suchovršice ·
Svoboda nad Úpou ·
Špindlerův Mlýn ·
Trotina ·
Trutnov ·
Třebihošť ·
Úpice ·
Velké Svatoňovice ·
Velký Vřešťov ·
Vilantice ·
Vítězná ·
Vlčice ·
Vlčkovice v Podkrkonoší ·
Vrchlabí ·
Zábřezí-Řečice ·
Zdobín ·
Zlatá Olešnice ·
Žacléř